# Roque Negro
Roque Negro es una entidad de población perteneciente administrativamente al distrito de Anaga del municipio de Santa Cruz de Tenerife, en la isla de Tenerife —Canarias, España—.
Ubicado en el interior del macizo de Anaga, destaca por su carácter rural tradicional, con cultivos en bancales dispuestos en laderas escarpadas. También posee algunas rutas turísticas de excursionismo que comunican el núcleo con las poblaciones de Afur y Casas de La Cumbre, así como un sendero autoguiado que da a conocer al visitante los valores etnográficos del caserío.

## Toponimia
Su nombre se debe a una formación geológica que domina el paisaje circundante.

## Características
Se localiza en la parte alta del valle de Afur, a 27,7 kilómetros del centro de Santa Cruz de Tenerife y a una altitud media de 590 m s. n. m.
El caserío, con una superficie total de 4,88 km² que abarcan una extensa zona rural y natural, está compuesto por construcciones agrupadas principalmente en los núcleos diferenciados de: Roque Negro, La Porquera, Pedro Martín, Perera y Lomo Bicho.
Cuenta con el Centro de Educación Infantil y Primaria Sor Florentina y Agustín Cabrera Díaz, una ermita dedicada a Nuestra Señora de Fátima, un consultorio médico, un local social, una pequeña cancha deportiva y una plaza pública.
En su paisaje sobresale una gran elevación rocosa fonolítica de 741 m s. n. m.  conocida como Roque Negro y que da nombre al propio caserío.

## Demografía
| Año        | 2000 | 2001 | 2002 | 2003 | 2004 | 2005 | 2006 | 2007 | 2008 | 2009 | 2010 | 2011 | 2012 | 2013 | 2014 | 2015 | 2016 |
| ---------- | ---- | ---- | ---- | ---- | ---- | ---- | ---- | ---- | ---- | ---- | ---- | ---- | ---- | ---- | ---- | ---- | ---- |
| Habitantes | 159  | 160  | 154  | 150  | 140  | 138  | 133  | 126  | 127  | 121  | 121  | 120  | 122  | 122  | 105  | 102  | 99   |

## Historia
Desde los primeros momentos posteriores a la conquista de la isla por los europeos en 1496, los montes cercanos a Roque Negro fueron objeto de una intensa explotación forestal que perduraría hasta mediados del siglo xx. Sin embargo, el caserío no se consolidaría hasta el siglo xviii, momento en que los campesinos de Afur se fueron apropiando de terrenos del monteverde pertenecientes al Cabildo con el objeto de convertirlos en tierras de cultivo.
Roque Negro fue un pago del lugar de Taganana desde su origen hasta 1877, año en que ambos pasan a ser barrios de Santa Cruz de Tenerife. Después, el caserío compartió alcalde pedáneo con Afur desde principios del siglo xx hasta 1981. 
En 1967 se convierte en parroquia la ermita de Roque Negro, construida hacia 1950, segregándola de la de Taganana. La nueva parroquia fue dedicada a San Blas y, posteriormente, a la Virgen de Fátima, e incluye en su jurisdicción los caseríos de Afur, Taborno, Casas de La Cumbre y Catalanes.
Roque Negro se mantuvo comunicado únicamente mediante caminos hasta la década de 1970, en que se abre la pista que más tarde se convierte en la carretera TF-136 que conduce hasta Afur.
En 1994 el caserío pasa a estar incluido íntegramente en el espacio natural protegido del Parque Rural de Anaga.

## Economía
La principal actividad económica sigue siendo la agricultura, si bien se trata en gran parte de cultivos dedicados al autoabastecimiento. Son abundantes los cultivos de papas, millo y viñas.

## Fiestas
Roque Negro celebra sus fiestas entre el 30 de agosto y el 6 de septiembre en honor de Nuestra Señora de Fátima.
Entre las celebraciones que se llevan a cabo destaca la conocida como Fiesta de las Lavanderas, acto recuperado en 2008 por los vecinos, donde mujeres y niñas del caserío reviven parte de su historia junto a los lavaderos, construidos en 1897 junto a la galería de Roque Negro-Catalanes.
Además desde 2013 la comisión de fiestas organiza el Trail Roque Negro, prueba de trail running cuyo recorrido, con principio y fin en la plaza del pueblo, transcurre a lo largo de unos quince kilómetros a través de senderos que circundan el núcleo poblacional.

## Comunicaciones
Se accede a Roque Negro a través de la carretera TF-136.

### Transporte público

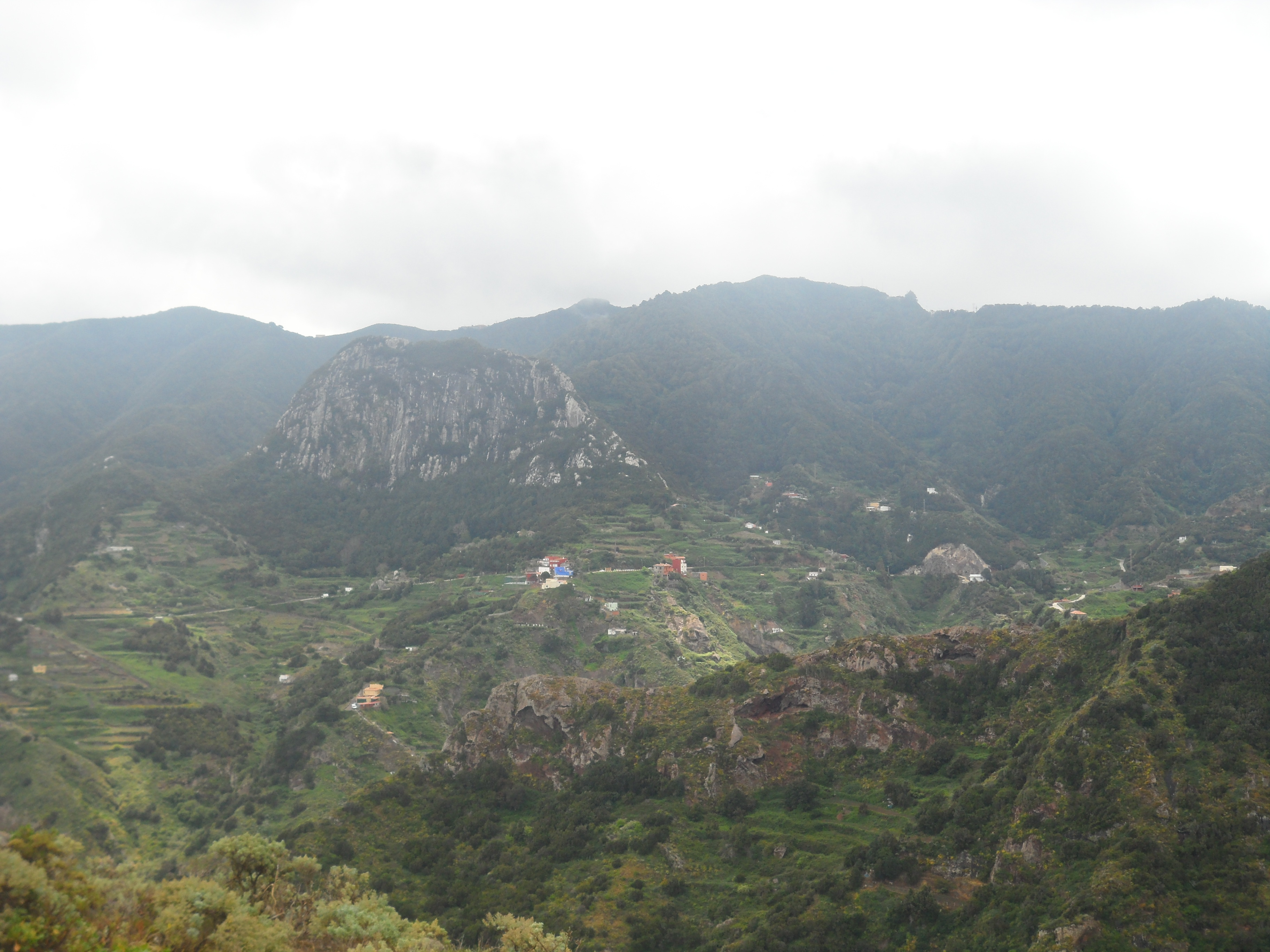
Roque Negro visto desde el sendero PR TF 2.1 que conduce a Afur.

En guagua —autobús— queda conectado mediante la siguiente línea de TITSA: 
| Línea | Trayecto                            | Recorrido     |
| ----- | ----------------------------------- | ------------- |
| 076   | La Laguna - Afur (por Las Mercedes) | Horario/Línea |

### Caminos
Roque Negro posee algunos caminos tradicionales aptos para la práctica del excursionismo, pasando por sus límites algunos tramos de dos de los caminos homologados en la Red de Senderos de Tenerife:
- Sendero PR-TF 2 Valleseco - Taborno:
  - Sendero PR-TF 2.1 Pico del Inglés - Casa Carlos - Bco. Guardaz - Afur.[11][12]
- Sendero PR-TF 8 Circular: Afur - Taganana.[13]

## Galería

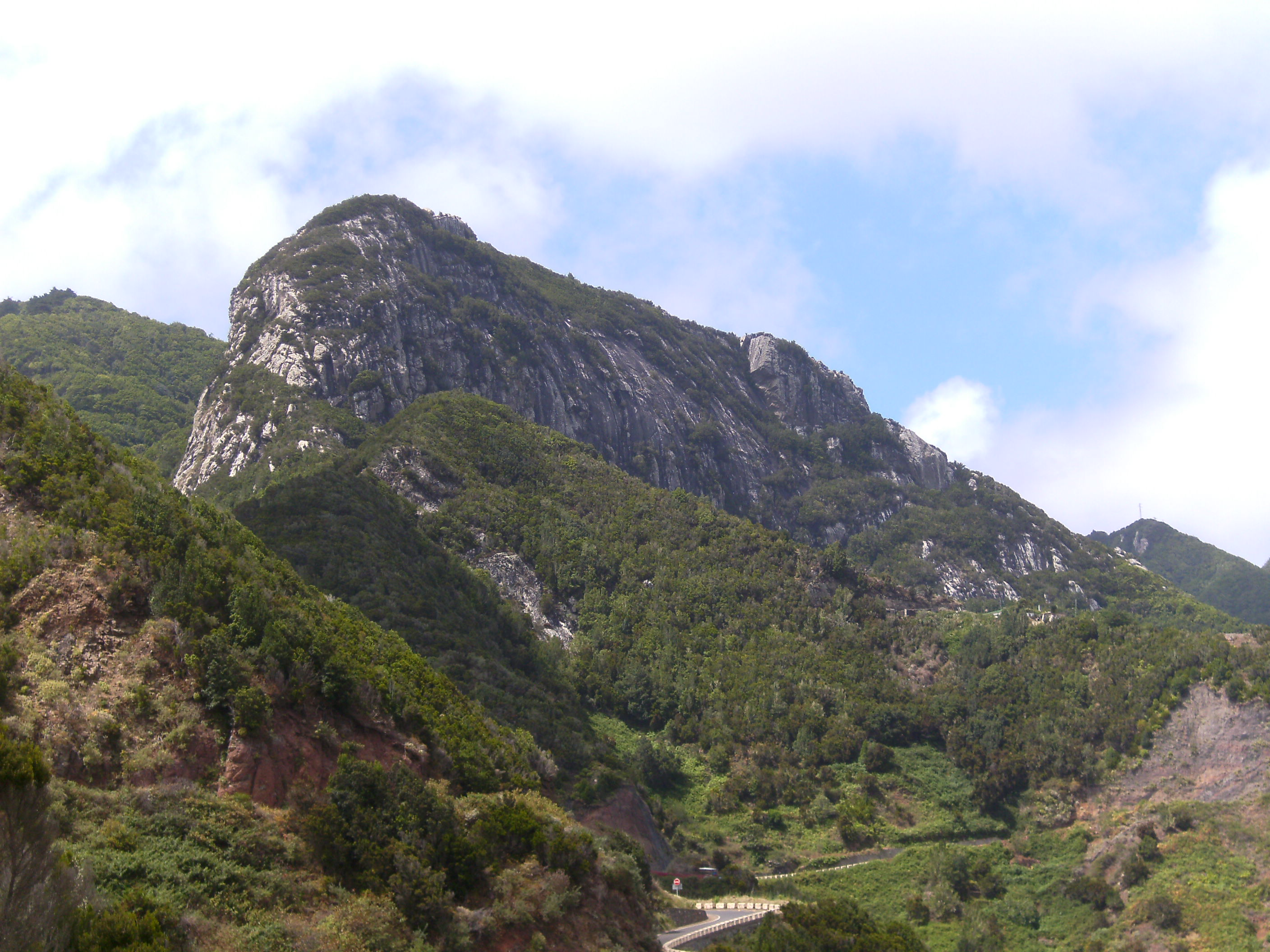
El Roque Negro.
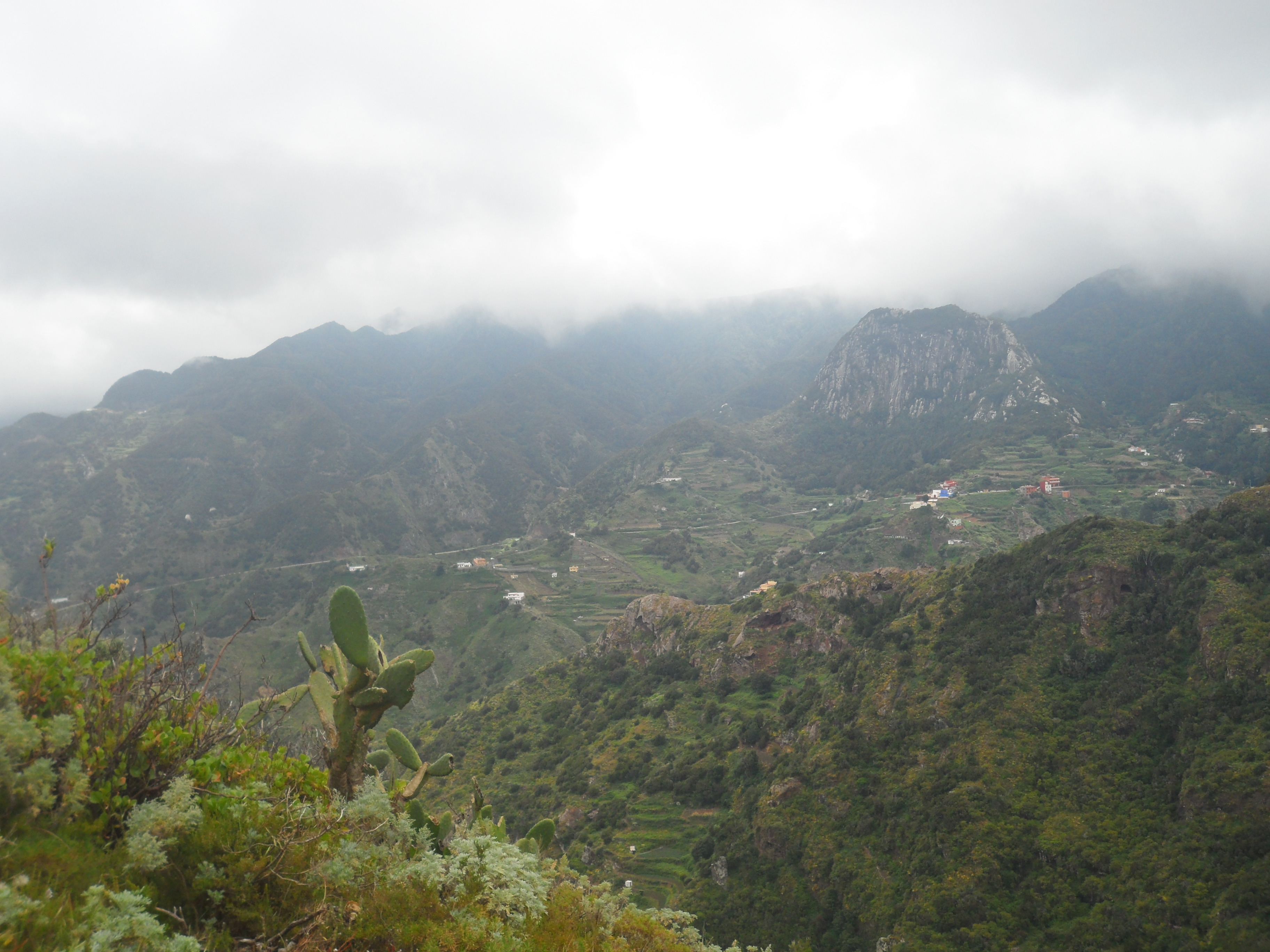
Roque Negro visto desde lo alto del Bco. Guardaz.
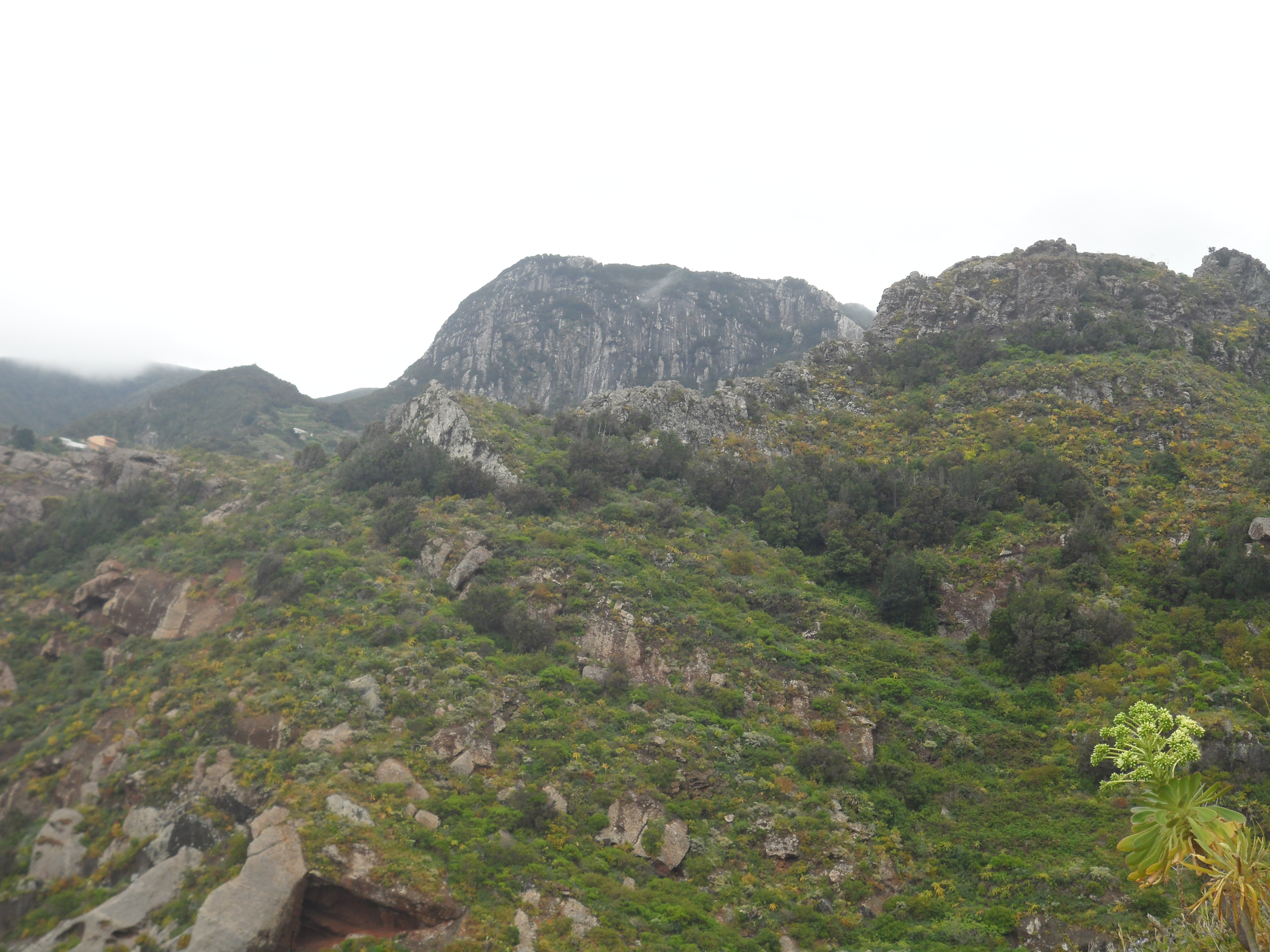
Roque Negro visto llegando Afur.